# Solenopsis bicolor
Espèce
Synonymes
- Laurentia bicolor (Batt.) Maire & T.Stephenson
- Laurentia michelii var. bicolor Batt.

Statut de conservation UICN

 NT  : Quasi menacé
Solenopsis bicolor est une espèce de plantes annuelles de la famille des Campanulaceae.

## Synonymes
≡ Laurentia michelii var. bicolor Batt. (1917) : Basionyme

≡ Laurentia bicolor (Batt.) Maire & Steph. (1931)

## Description
Sauf la citation extraite du protologue, la description est tirée de Quezel & Santa, 1963, p. 896.
- Port général : plante érigée à tige épaisse haute de 15-30 cm.
- Appareil végétatif : feuilles dentées 2-4 × 1-1,5 cm.
- Appareil reproducteur : fleurs zygomorphes de 10-13 mm. Calice à 5 lobes linéaires.

« Très belle variété à lèvre inférieure de la corolle large et pendante, blanche avec un liseré bleu et dans la gorge une tache bleue papilleuse en forme de trèfle. »

— Battandier, Bull. Soc. Bot. France 63: 194 (1917).

## Écologie
Cette plante pousse dans les daya et les ruisseaux.
En Algérie, elle est assez commune en Numidie et rare au Cap Sigli (Grande Kabylie).
En Tunisie, elle est présente dans des zones tourbeuses des Mogods (notamment à Majen Chitane et à Garâa Sejnane) et en Kroumirie (Dar Fatma, vallon du Merdj, etc.).